# Feministische literatuur van Suriname
Feministische literatuur is kort gezegd 'literatuur die de aandacht richt op de problematiek van de vrouw, in het bijzonder op de sociale positie van de vrouw" en komt ook voor in de Surinaamse literatuurgeschiedenis. In feministische literatuur wordt de gelijkberechtiging van de seksen centraal gesteld. Deze literatuur probeert de achterstandspositie van de vrouw aan de man te onthullen om hier vervolgens kritiek op te leveren. Daartegenover plaatst feministische literatuur de identiteit en waarden van de vrouw.
Het feministische aspect in de literatuur is in Suriname een interessant onderzoeksgebied. In Suriname is de literatuur namelijk lang het domein van de mannen geweest. Daar is echter een explosieve verandering in gekomen rond de jaren 70, toen vrouwen opkwamen voor een volwaardige plaats in de samenleving. Zij richtten onder andere tijdschriften op als Victorien, Oema (Vrouw) en Sranan Oema Opo (Surinaamse vrouwen zijn opgestaan). Dit was een reactie op de masculiene samenleving, waarin veel vooroordelen bestonden over mannen met veel seksuele relaties (zogenaamde buitenvrouwen) die veel geweld gebruikten in het huishouden. In 1993 publiceert Ismene Krishnadath de Vrouwenbundel, een bloemlezing over het leven van Surinaamse vrouwen in Suriname en Nederland.
Sinds 2000 is zelfs 95 procent van de Surinaamse boeken geschreven door vrouwen. Dit betekent dat de Surinaamse letteren sinds de onafhankelijkheid een grote feministische invloed hebben gekend.

## Feministische auteurs uit Suriname
- Sophie Redmond (1907-1955) wilde met haar theaterteksten een voorlichtende functie uitoefenen, maar gaf ook zelf een emancipatoir voorbeeld door als eerste Surinaamse vrouw het artsenberoep uit te oefenen.
- Bea Vianen (1935 - 2019) gaf al met haar debuutroman Sarnami, hai in de hoofdfiguur Sita van haar roman aan hoezeer zelfbewuste vrouwen snakken naar vrijheid en bewust kiezen voor een onafhankelijke weg.
- Thea Doelwijt (1938) vroeg in haar cabaretteksten, zoals in Linkse Lucie, nadrukkelijk aandacht voor de positie van de vrouw.
- Cynthia McLeod (1936) is een van de eerste schrijfsters die de rol van de vrouwelijke figuur in romans herkende en besprak. Zij merkte op dat deze veelal 'zielige' figuren zijn.[4]
- Joanna Werners (1953) is met recht een van de eerste feministische auteurs van Suriname te noemen. Baanbrekend was haar werk waarin ze homoseksualiteit bespreekbaar maakte. Haar autobiografische debuutroman Droomhuid staat bekend als een van de eerste lesbisch-feministische werken in de Surinaamse literatuur.
- Astrid Roemer (1947) is niet per se feministisch an sich te noemen, maar wel zijn er een aantal feministische kenmerken te vinden in haar werk, bijvoorbeeld in Over de gekte van een vrouw. In die roman komen onder andere abortus, geweld binnen het huwelijk, scheiding en homoseksualiteit openhartig aan de orde.
- Annel de Noré (1950) beschrijft in De bruine zeemeermin het thema van geweld binnen de man-vrouwrelatie, waarbij de vrouw wegvlucht van haar gewelddadige echtgenoot.
- Mala Kishoendajal (1959) kent dezelfde thematiek van geweld binnen de man-vrouwrelatie, maar anders dan bij De Noré waar de vrouw uiteindelijk terugkeert bij haar echtgenoot, weet de hoofdpersonage bij Kishoendajal zich te distantiëren en haar eigen bestaan te leiden.